# فرانسيس هارييت ويبل غرين ماكدوغال
فرانسيس هارييت ويبل غرين ماكدوغال (بالإنجليزية: Frances Harriet Whipple Green McDougall)‏ (1805 - 1878)؛ روائية أمريكية.

## الجوائز
- قاعة مشاهير نساء رود آيلاند للتراث